# Enicmus ussuricus
Enicmus ussuricus es una especie de coleóptero de la familia Latridiidae.

## Distribución geográfica
Habita en Rusia.